# Alexandre Massa
Alexandre Massa (* 2. Januar 1993) ist ein ehemaliger französischer Tennisspieler.

## Karriere
Alexandre Massa spielte hauptsächlich auf der ITF Future Tour. Seinen einzigen Auftritt auf der ATP World Tour hatte er zusammen mit Alexandre Pierson, mit dem er ein Doppelpaar bildete, bei den Open de Nice Côte d’Azur in Nizza im Mai 2013. Dort verloren sie ihre Erstrundenpartie gegen Eric Butorac und Lukáš Dlouhý mit 2:6 und 2:6. 2015 spielte er sein letztes Turnier.